# Staffel (Kesseling)

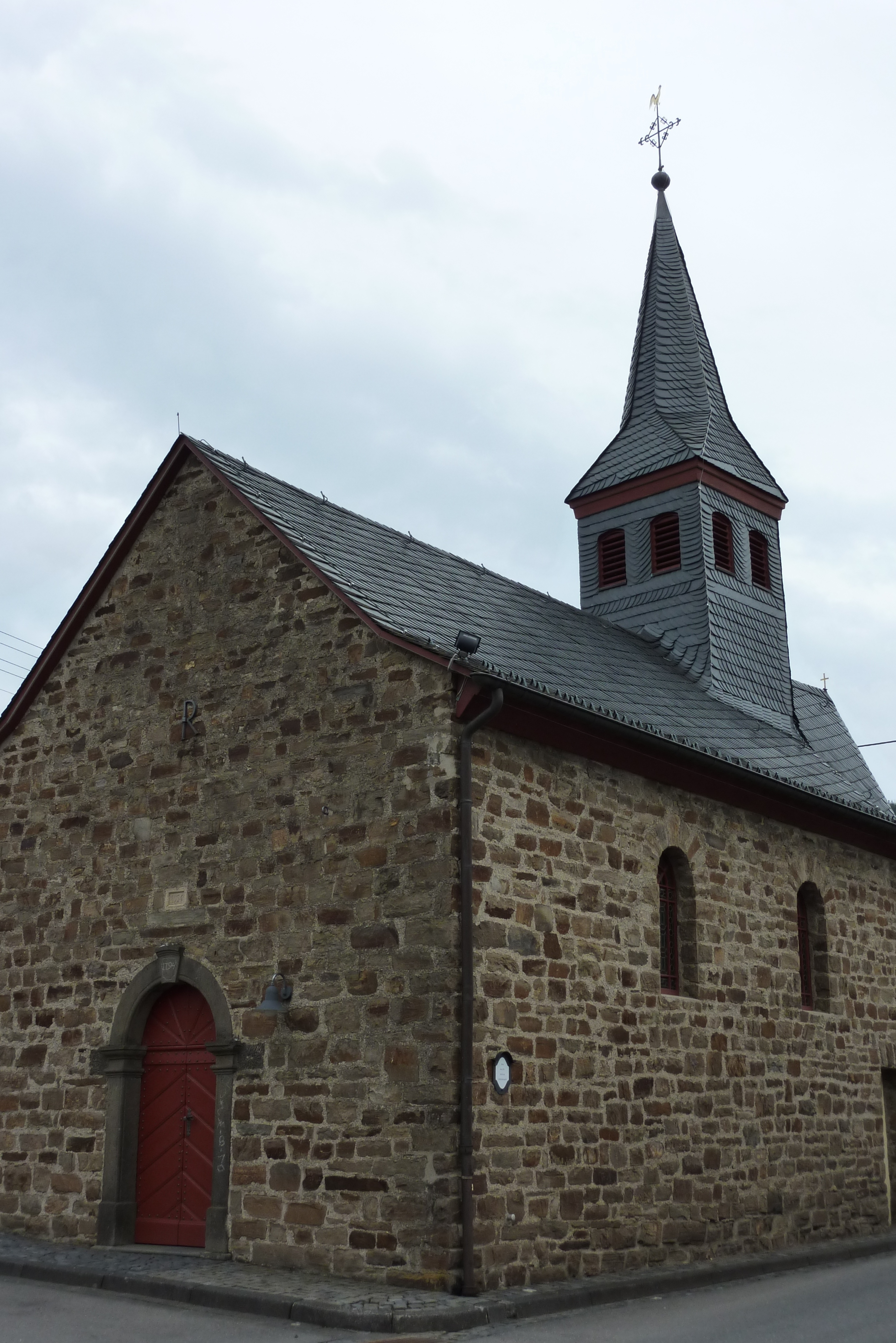
St. Lüfthildis in Staffel

Staffel ist ein Ortsteil der Ortsgemeinde Kesseling im Landkreis Ahrweiler in Rheinland-Pfalz. Bis 1972 war Staffel eine eigenständige Gemeinde.

## Geschichte
Der Ort Staffel wird erstmals im Jahr 1148 als Eigengut der Abtei Laach überliefert. Im 12. Jahrhundert hatte auch die Abtei Prüm Besitz im Ort, der in einer Urkunde des Jahres 1222 als Lehen der Grafen von Wied aufgeführt wird.
Am 1. März 1972 wurden die beiden Gemeinden Kesseling (seinerzeit 509 Einwohner) und Staffel (213 Einwohner) zur neuen Gemeinde Kesseling zusammengeschlossen.

## Sehenswürdigkeiten
- Die Kapelle St. Lüfthildis wurde 1794 errichtet